# Eucera phaceliae
Eucera phaceliae är en biart som först beskrevs av Cockerell 1911.  Eucera phaceliae ingår i släktet långhornsbin, och familjen långtungebin. Inga underarter finns listade i Catalogue of Life.